# Чивате
Чивате (італ. Civate) — муніципалітет в Італії, у регіоні Ломбардія, провінція Лекко.
Чивате розташоване на відстані близько 510 км на північний захід від Рима, 45 км на північ від Мілана, 5 км на південний захід від Лекко.
Населення — 3929 осіб (2014).

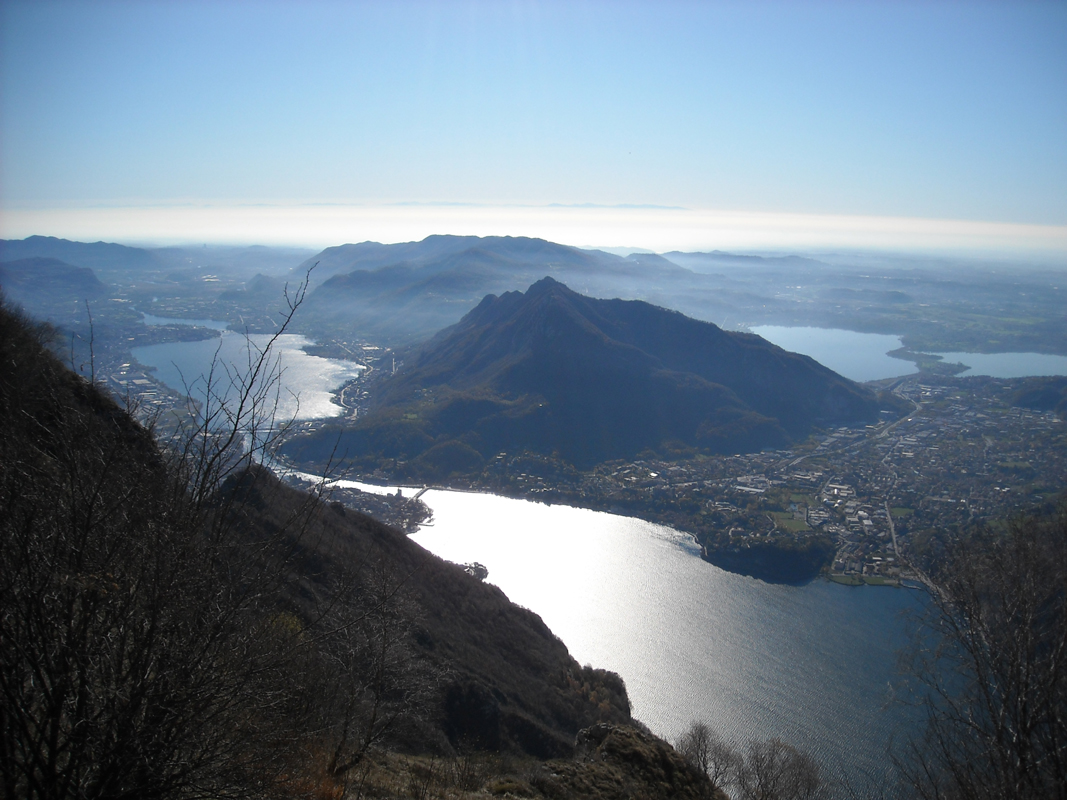

Щорічний фестиваль відбувається 15 травня. Покровитель — святий Віт.

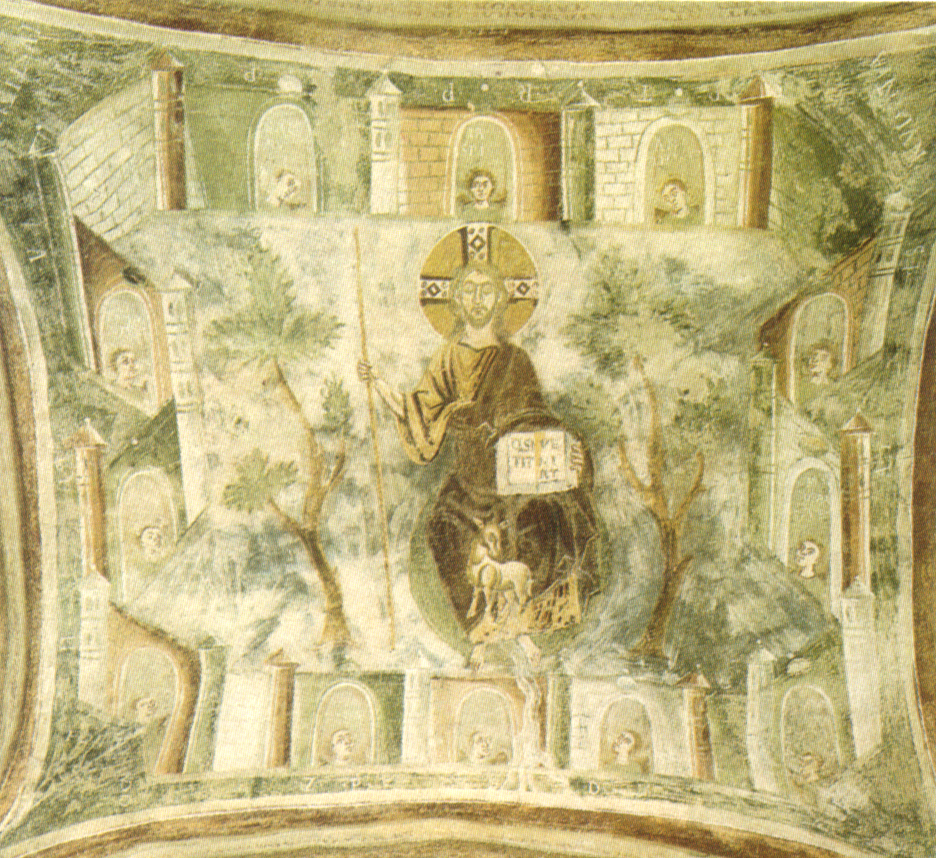

## Демографія
Населення за роками:

Станом на 1 січня 2023 року в муніципалітеті офіційно проживало 235 іноземців з 32 країн, серед них 26 громадян країн Євросоюзу та 13 громадян України.

## Сусідні муніципалітети
- Анноне-ді-Бріанца
- Канцо
- Чезана-Бріанца
- Гальб'яте
- Суелло
- Вальмадрера